# Ario Cantini
Ario Cantini (Livorno, 7 ottobre 1911 – Livorno, 6 marzo 2002) è stato un pittore e schermidore italiano, specializzato nella sciabola.

## Biografia
Ario Cantini nasce a Livorno il 7 ottobre del 1911 ad Ardenza.
Fin dall'adolescenza coltiva due grandi passioni che lo accompagneranno per tutta la vita: la pittura e lo sport.
Grazie alla giovanile inclinazione per le arti grafiche diviene un tecnico di professione nel settore dell'edilizia e dell'arredo, pittore acquarellista e illustratore, lavorando per oltre 40 anni presso l'Ufficio Tecnico del Comune di Livorno (1928-1969) e collaborando con la Sovrintendenza ai Monumenti di Pisa.
Nella giovinezza ha praticato vari sport a livello agonistico, prima della scelta definitiva nel 1930 della scherma che lo porterà al Circolo Fides di Livorno, di cui è stato socio fondatore e con cui ha raggiunto numerosi successi come atleta, per arrivare poi a svolgere l'attività di dirigente e giudice di gara della Federazione Italiana Scherma a livello nazionale e internazionale.
Viene insignito dell'onorificenza di Commendatore Ordine al Merito della Repubblica Italiana e successivamente di Cavaliere del Sovrano Ordine di San Giorgio in Carinzia, nonché membro dell'Associazione Toscani nel Mondo. Archiviato l'11 marzo 2016 in Internet Archive.
È uomo eclettico e di cultura, membro dell'Accademia Universale G.Marconi di Roma e dell'Accademia Internazionale di S.Marco di Napoli, oltre che componente del Cenacolo della Valle Benedetta di Livorno.
Conosciuto e apprezzato dal modo artistico, sportivo, associazionistico livornese e toscano, muore il 6 marzo 2002 all'età di 91 anni.

## Percorso artistico
Allievo del pittore Cafiero Filippelli, e successivamente dell'incisore Caioli, esordì nel 1930 nella “IIª Mostra Sindacale” alla Bottega d'Arte a Livorno, in una rassegna voluta da Plinio Nomellini, con il quale sono in giuria anche Ulvi Liegi, Corrado Michelozzi, Renato Natali e Giovanni Zannachini.
Nel 1939 vince il I premio per il Manifesto del Palio Marinaro di Livorno.
Noto soprattutto come acquerellista, si distingue per la pennellata sintetica che evoca prototipi impressionisti: "il suo acquerello postmacchiaolo s'esalta in un'effervescenza di toni mirabili, in una poliritmia di accordi cromatici. L'attimo fuggente trova la sua collocazione nella paesistica toscana, nelle nature morte, negli effetti immediati della vita di tutt'i giorni che vengono risolti con calore, spigliata gestualità (avendo alle spalle una solida tecnica), ed un nitore della forma che si avvale di piccoli e rapidi colpi di pennello. Soprattutto in Ario Cantini conta la potenza dinamica della macchia come forza vitale, per creare la trasparenza dei colori, nella sintesi dell'elaborato".
È stato socio pittore del Gruppo Labronico di Livorno e dell'Associazione Italiana Acquerellisti, con cui ha partecipato a diverse mostre importanti a Milano, Roma, Como (Villa Olmo), nonché all'Arengario di Milano nel VI Centenario del Duomo.
Aderisce anche a numerose collettive in importanti centri artistici italiani (Firenze, La Spezia, Viareggio, Lucca, Cascina, Livorno, Cannes) e tiene personali in Italia (Livorno, più volte, Perugia, Isola del Giglio, Navacchio, Tirrenia) e all'estero, soprattutto in Francia, ottenendo consensi di critica e di pubblico e l'assegnazione di numerosi premi, tra cui il Premio internazionale "Arte e Sport" nel 1980 e il Premio Borgiotti all'interno della Rassegna “Premio Rotonda” di Livorno nel 1995. Ha partecipato a varie giurie e comitati per premi di pittura (es. Premio Centenario Accademia Navale di Livorno, Mostra europea del Manifesto alla Rotonda d'Ardenza) e molte sue opere si trovano in collezioni pubbliche e private, italiane ed estere.
A Livorno ha disegnato la porta esterna della seicentesca chiesa di Valle Benedetta, intitolata a San Giovanni Gualberto, decorata nel 1978 con otto bassorilievi in bronzo moderno con scene di storia sacra, opera dello scultore Vincenzo Gatto. Inoltre ha realizzato il Monumento ai caduti di El Alamein presso la Caserma "C. Pisacane" di Livorno.
Ha illustrato numerosi libri e riviste:
L.Bonetti, "Per le strade di Livorno: angoli, personaggi, curiosità", 1981
L.Bonetti, "Cronache di un Cenacolo. Valle Benedetta", Livorno, 1981
C.Luschi, "Villa Chayes e dintorni", Livorno, 1982
G.Leonardini, "Livorno ieri. La città, la gente, le cose", Livorno, 1983
G.Leonardini, "Itinerario labronico", Livorno, 1985
G.Fontanelli, "Il punto dei 4 nasi", Livorno, 1987

## Percorso sportivo
Dal 1925 ha praticato sia l'atletica, la pallacanestro che
il calcio, nella U.S. Livorno (1928-1932) che rifonderà nel 1946, ma è nel dopoguerra che diventa
il promotore della ripresa della scherma livornese con il “Circolo Scherma Fides” di Livorno  Archiviato il 9 marzo 2016 in Internet Archive., di cui è stato socio fondatore nel 1938 e sarà vice-presidente e membro del Consiglio direttivo dal
1943 al 1950, cessando l'attività dirigenziale nel 1963.
La scherma italiana lo vedrà infatti protagonista sia come atleta, individualmente è campione italiano di sciabola (1940) e per due volte campione assoluto regionale di sciabola (1946, 1948) oltre che più volte campione italiano a squadre (1949, 1950, 1952), sia come dirigente regionale e nazionale per oltre 30 anni della FIS - Federazione Italiana Scherma, con cui partecipa come tecnico a tre Universiadi (Dortmund - 1953, San Sebastian - 1955 e Parigi - 1957) e alle Olimpiadi di Roma del 1960, in qualità di responsabile e giudice di gara.
Nel gennaio 1950, insieme ad altri soci, fonda la società “Atletica Livorno” di cui sarà anche dirigente..
Viene insignito dal CONI dell'onorificenza della "Stella d'argento al merito sportivo" nel 1976 e poi della “Stella d'oro al merito sportivo” nel 1984.
È stato socio fondatore e presidente onorario del “Panathlon International Club” di Livorno e presidente della ”Unione Nazionale Veterani dello Sport Livorno - Sezione Nedo Nadi", con oltre 40 anni di appartenenza.

## Pubblicazioni
A. Cantini, "Livorno e la scherma", Livorno, De Batte, 1978

### Articoli e critica
AA.VV., "Storia dell'Associazione Italiana Acquerellisti", Milano, Fabbri Editori, 1986
F.Donzelli, “Pittori livornesi”, Bologna, Cappelli Editore, 1987
A.De Bono, A.Mafrice, "Quotazioni dei Mestri Italiani dell'Acqurello", Milano, Arte più Arte Editrice, 1989
G.Argentieri, L.Bonetti, "Pittori, scultori ed architetti del passato a Livorno", Livorno, Tipoffset Marengo, 2002
C.Nocerino, B.Leonardini, C.Adorni, “Stradario storico di Livorno: antico, moderno e illustrato per onorare Ercole Labrone, Livorno e tutti i suoi figli illustri”, Livorno, Editrice l'Informazione, 2006